# PGC 214939
LEDA/PGC 214939 ist eine Galaxie im Sternbild Fische auf der Ekliptik. Sie ist schätzungsweise 135 Millionen Lichtjahre von der Milchstraße entfernt. Vom Sonnensystem aus entfernt sich das Objekt mit einer errechneten Radialgeschwindigkeit von näherungsweise 2.900 Kilometern pro Sekunde.
Im selben Himmelsareal befinden sich unter anderem die Galaxien NGC 7617, PGC 71085, PGC 71110, PGC 197665.